# Homayun Alam
Homayun Alam (* 9. September 1980) ist ein deutscher Politik- und Kulturwissenschaftler, Soziologe, Schriftsteller, Filmemacher und Gründer des Instituts für Migration in Frankfurt am Main.

## Karriere
Alam studierte allgemeine Sozialwissenschaften, Politikwissenschaften, Rechtswissenschaft, Soziologie und vergleichende Religionswissenschaften an der Goethe-Universität in Frankfurt am Main. 2006 diplomierte er mit der Abschlussarbeit Menschen- und Flüchtlingsrechte im Iran.
2014 promovierte er in Neu-Iranistik und Islamwissenschaften an der Georg-August-Universität in Göttingen mit einer Dissertation zum Thema Ethnische Minderheiten im iranischen Film von 1980 bis 2010. Seinen Post-Doc absolvierte er im Exzellenzcluster „Die Herausbildung normativer Ordnungen“ der Goethe-Universität Frankfurt am Main.
Im Frühjahr 2021 gründete er gemeinsam mit einem transkulturellen Team das Institut für Migration in Frankfurt am Main.

## Forschungsinteressen
Alam befasst sich mit der Kultur, Sprache sowie Geschichte und Gegenwart des Nationalstaates Iran. In der Transnationalität und somit über die physischen Grenzen des Nationalstaates Irans hinaus, beschäftigt er sich mit dem existierenden iranischen Kultur-, Sprach- und Zivilisationsraum. Hierbei hat er im Jahr 2021 den englischsprachigen Sammelband On the Concept of Iran and the Iranian Cultural Sphere: Iran in West-Asia herausgebracht.
Darüber hinaus beschäftigt er sich mit Migration, Fluchtmigration und Postmigration mit einem Fokus auf der ethnologischen, soziologischen und historischen Untersuchung der Metropolregion Frankfurt am Main und das dazugehörige Rhein-Main-Gebiet.

## Sonstiges
Neben seinen akademischen Tätigkeiten engagiert sich Alam auch in Kunst und Kultur, so veröffentlichte er neben seinen wissenschaftlichen Arbeiten auch prosaische Texte. In seinen Gedichten greift er regelmäßig wissenschaftliche Konzepte auf und verarbeitet sie in einen soziokulturellen, transnationalen oder gar alltäglichen globalisierten Kontext.

## Publikationen (Auswahl)

### Monographien
- Film, Ethnien und Kulturpolitik im Iran. Verlag Traugott Bautz, Nordhausen 2017, ISBN 978-3-95948-224-0.
- Denker, Denken und Denkweisen in Frankfurt am Main. Verlag Traugott Bautz, Nordhausen 2017, ISBN 978-3-95948-307-0.
- Menschen- und Flüchtlingsrechte im Iran, 2. überarbeitete und erweiterte Auflage. Verlag Traugott Bautz, Nordhausen 2016, ISBN 978-3-95948-146-5.
- Das Fühlen im Denken und im Gehen - Gedichte und Essays. Verlag Traugott Bautz, Nordhausen 2016, ISBN 978-3-95948-116-8.
- Ethnische Minderheiten im iranischen Film von 1980 bis 2010. Verlag Traugott Bautz, Nordhausen 2014, ISBN 978-3-88309-922-4.
- Der Stellenwert der Menschen- und Flüchtlingsrechte im Iran. Verlag Traugott Bautz, Nordhausen 2006, ISBN 978-3-88309-382-6.

### Herausgaben
- On the Concept of Iran and the Iranian Cultural Sphere. Tectum Verlag, Baden-Baden 2021.
- Bert G. Fragner: Die „Persophonie“: Regionalität, Identität und Sprachkontakt in der Geschichte Asiens (= ANOR. Band 5). Berlin 1999; Neuausgabe Verlag Bautz, Nordhausen 2015.
- Die "Persophonie". Verlag Traugott Bautz, Nordhausen 2015, ISBN 978-3-95948-028-4.

### Aufsätze
- mit Syed Imran Haider und Muhammad Ali Awan: Normative Orders in Everyday-Life: Being Expatriate in Times of COVID-19 Pandemic and Crisis in Frankfurt am Main. In: Global Anthropological Studies Review. Band 4, Nr. 1, 2021 (PDF).
- Western Modernity Encounters Asian Tradition: National Identity and Nationalism in Iran. In: International Journal of West Asian Studies (IJWAS). Band 12, 2020 (Abstract).